# Netelia blantoni
Netelia blantoni là một loài tò vò trong họ Ichneumonidae.